# Rosa de Vries-van Os
Rosa de Vries-van Os   (la Haia, 12 d'abril de 1824 - Roma, 30 de març de 1889) fou una soprano neerlandesa.
Començà per cantar en els cafè-concerts, després fou corista del Teatre Reial de la Haia, i el 1845 el rei belga la pensionà perquè anés a perfeccionar els seus estudis a París, en el qual teatre de l'Òpera debutà tres anys més tard amb gran èxit. La Revolució francesa de 1848 l'obligà a sortir de França i passà als Estats Units, on hi va romandre diversos anys, despertant un vertader entusiasme, i on a més va tenir els seus quatre fills. Posteriorment viatjà per Europa, sent sempre molt ben acollida.
Va tenir quatre fills que també foren cantants; Marcel (1849-1923); Jeanne (1850-1924); Fidès (1852-1941); Maurice (1858-1949) i Hermann (1858-1949).